# Dion Cooper
Dion Cooper, pseudoniem van Dion Cuiper, (29 november 1993) is een Nederlandse singer-songwriter. De stijl van Cooper heeft invloeden van onder andere Toto, Ed Sheeran en Shawn Mendes. Zijn debuut was in 2020 met de EP Too Young Too Dumb. In 2021 trad hij op als support act tijdens de tour van Duncan Laurence. In 2023 deed Cooper samen met Mia Nicolai mee aan het Eurovisiesongfestival met het nummer Burning Daylight.

## Biografie

### The Voice of Holland
Hij nam eind 2015 deel aan het zesde seizoen van The voice of Holland. Tijdens zijn "Blind Audition" zong hij het nummer Feeling Good. Hij verloor "The Battles" van Brace.

### Eurovisiesongfestival 2023
Op 1 november 2022 werd bekendgemaakt dat Cooper samen met Mia Nicolai Nederland zou gaan vertegenwoordigen op het Eurovisiesongfestival in 2023.
In april 2023 werd de inzending openlijk bekritiseerd, toen het eerste live-optreden van Burning Daylight niet goed uit de verf kwam. Technische problemen werden als verklaring gegeven. Ook hun tweede optreden tijdens het jaarlijkse Eurovision in Concert in Amsterdam kon de critici niet positief beïnvloeden. Op 9 mei 2023 trad het duo op tijdens de halve finale in Liverpool, maar ze kregen niet genoeg punten van de kijkers om door te gaan naar de finale. Cooper zei na de show "Wat we hebben kunnen brengen vanavond was echt, puur en het past bij ons. Daar ben ik supertrots op. [...] We zitten er niet bij, that's it." Het optreden werd wel zuiver gebracht.

## Discografie
| Titel              | Uitgebracht       |
| ------------------ | ----------------- |
| Much Higher        | 21 februari 2020  |
| Jealousy           | 22 mei 2020       |
| Too Young Too Dumb | 26 juni 2020      |
| Simple             | 14 augustus 2020  |
| Bobbie's Song      | 20 november 2020  |
| Cold               | 9 april 2021      |
| Fire               | 4 juni 2021       |
| Know               | 4 februari 2022   |
| Blue Jeans         | 29 september 2022 |
| Burning Daylight   | 1 maart 2023      |

| Lied                               | Verschijnen  | Album | Hitlijsten  | Hitlijsten  | Hitlijsten   | Hitlijsten   | Opmerkingen                                                                          |
| Lied                               | Verschijnen  | Album | NL (Top 40) | NL (Top 40) | NL (Top 100) | NL (Top 100) | Opmerkingen                                                                          |
| Lied                               | Verschijnen  | Album | Piek        | Weken       | Piek         | Weken        | Opmerkingen                                                                          |
| ---------------------------------- | ------------ | ----- | ----------- | ----------- | ------------ | ------------ | ------------------------------------------------------------------------------------ |
| Burning Daylight (met Mia Nicolai) | 1 maart 2023 | —     | 21          | 11          | 42           | 12           | Nederlandse inzending Eurovisiesongfestival 2023 / Alarmschijf / NPO Radio 2 TopSong |

1956: Jetty Paerl + Corry Brokken · 
1957: Corry Brokken · 
1958: Corry Brokken · 
1959: Teddy Scholten · 
1960: Rudi Carrell · 
1961: Greetje Kauffeld · 
1962: De Spelbrekers · 
1963: Annie Palmen · 
1964: Anneke Grönloh · 
1965: Conny Vandenbos · 
1966: Milly Scott · 
1967: Thérèse Steinmetz · 
1968: Ronnie Tober · 
1969: Lenny Kuhr · 
1970: Hearts of Soul · 
1971: Saskia & Serge · 
1972: Sandra & Andres · 
1973: Ben Cramer · 
1974: Mouth & MacNeal · 
1975: Teach-In · 
1976: Sandra Reemer · 
1977: Heddy Lester · 
1978: Harmony · 
1979: Xandra · 
1980: Maggie MacNeal · 
1981: Linda Williams · 
1982: Bill van Dijk · 
1983: Bernadette · 
1984: Maribelle · 
1986: Frizzle Sizzle · 
1987: Marcha · 
1988: Gerard Joling · 
1989: Justine Pelmelay · 
1990: Maywood · 
1992: Humphrey Campbell · 
1993: Ruth Jacott · 
1994: Willeke Alberti · 
1996: Maxine & Franklin Brown · 
1997: Mrs. Einstein · 
1998: Edsilia Rombley · 
1999: Marlayne · 
2000: Linda Wagenmakers · 
2001: Michelle · 
2003: Esther Hart · 
2004: Re-union · 
2005: Glennis Grace · 
2006: Treble · 
2007: Edsilia Rombley · 
2008: Hind · 
2009: Toppers · 
2010: Sieneke · 
2011: 3JS · 
2012: Joan Franka · 
2013: Anouk · 
2014: The Common Linnets · 
2015: Trijntje Oosterhuis · 
2016: Douwe Bob ·
2017: OG3NE · 
2018: Waylon · 
2019: Duncan Laurence · 
2021: Jeangu Macrooy · 
2022: S10 ·
2023: Mia Nicolai & Dion Cooper ·
2024: Joost Klein ·
2025: Claude